# Зиміна Ольга Анатоліївна
Ольга Анатоліївна Зиміна (рос. Ольга Анатольевна Зимина, нар. 14 травня 1982) — італійська шахістка російського походження. Гросмейстер серед жінок від 2003 року і міжнародний майстер серед чоловіків від 2008 року.

## Життєпис
2004 року закінчила з відзнакою Володимирський педагогічний інститут за спеціальністю психологія. З 1999 по 2003 рік викладала в Шаховій школі Володимира для дітей від 7 до 9 років у державній школі з шахів Володимира. З 2003 по 2004 рік в тій самій школі викладала для дітей 10-14 років.
У 2004 році переїхала до Італії, де вийшла заміж, за моденського кандидата в майстри Джан Марко Марінеллі.
З 2005 року є викладачем з шахів для дітей і підлітків від 6 до 17 років.
Живе в Модені з чоловіком і донькою Софією.
З 2010 по 2016 рік виграла 7 командний чемпіонатів Італії серед жінок у складі команди Fischer Chieti .
Максимального рейтингу ЕЛО досягнула в липні 2004 року, коли ще виступала в Росії, маючи 2430 балів займала 30 місце в світі і 6 в Росії.

## Основні результати
Триразова переможниця юніорського чемпіонату Росії серед дівчат (1992, 1997, 1998). 1992 року в Дуйсбурзі перемогла на юніорському чемпіонаті світу серед дівчат до 10 років. У 2000 році в Єревані на юніорському чемпіонаті світу серед дівчат до 20 років була другою. У 2001 році перемогла на жіночому чемпіонаті Росії з шахів. 2002 року в Елісті поділила 2-4 місце на жіночому чемпіонаті Росії з шахів разом з Катериною Половніковою і Світланою Матвєєвою (перемогла Тетяна Косинцева), а також поділила 2-3 місце на жіночому кубку Росії (перемогла Тетяна Шумякіна). У 2004 році поділила перше місце на міжнародному турнірі в Лореджі і посіла 13 місце на жіночому чемпіонаті Європи в Дрездені.
Представляла Італію на шести шахових олімпіадах (2006—2016) і на чотирьох командних чемпіонатах Європи (2009—2015).
У 2017 році в Тегерані на чемпіонаті світу в першому турі перемогла Белу Хотенашвілі, а в другому турі програла Нані Дзагнідзе.

## Зміни рейтингу
| На цьому місці має відображатися графік чи діаграма, однак з технічних причин його відображення наразі вимкнено. Будь ласка, не видаляйте код, який викликає це повідомлення. Розробники вже працюють для того, щоби відновити штатне функціонування цього графіка або діаграми. | |
| | На цьому місці має відображатися графік чи діаграма, однак з технічних причин його відображення наразі вимкнено. Будь ласка, не видаляйте код, який викликає це повідомлення. Розробники вже працюють для того, щоби відновити штатне функціонування цього графіка або діаграми. |